# Maris Pacifici

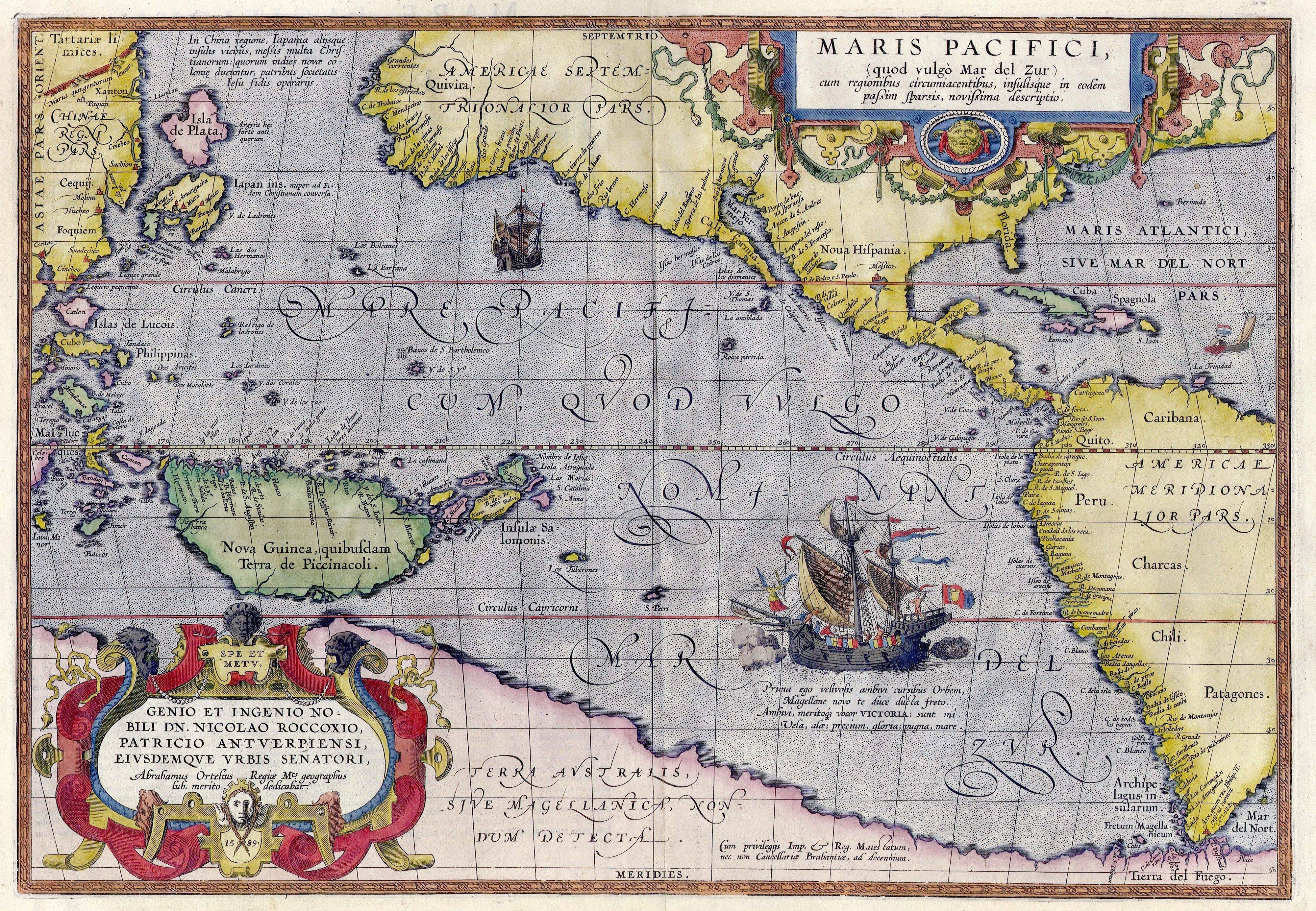

Maris Pacifici è la prima carta dedicata all'Oceano Pacifico ad essere stampata. Fu disegnata da Abramo Ortelio nel 1589 ed è basata sulla carta dell'America di Frans Hogenberg dello stesso anno, e sulla descrizione del Giappone di Fernão Vaz Dourado del 1568.